# Engenharia eletrônica

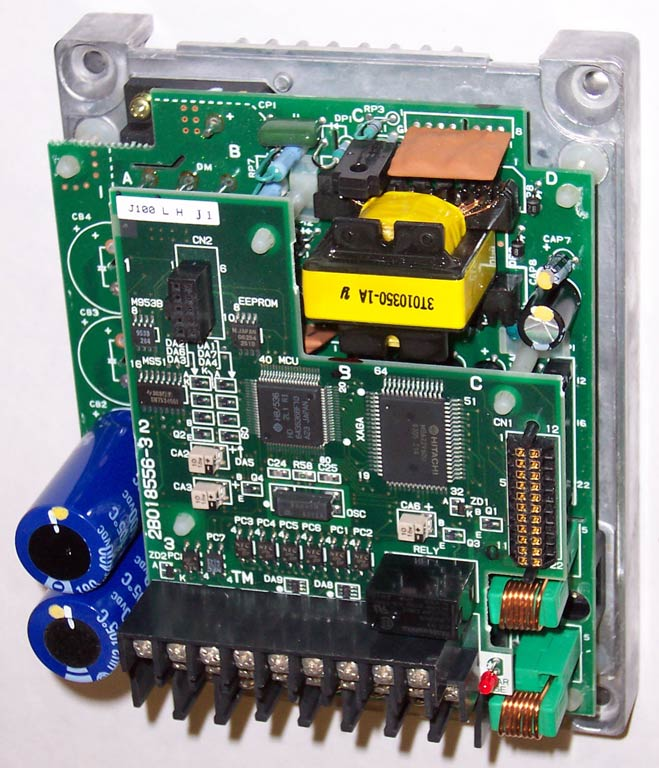
Placa eletrônica de circuito impresso

A engenharia eletrônica (português brasileiro) ou engenharia eletrónica (português europeu) é uma subárea da Engenharia Elétrica que lida com grandezas elétricas de pequena amplitude e de elevadas frequências, os chamados sinais elétricos ou eletrônicos. A engenharia eletrônica cuida da energia elétrica sob os 
aspectos de computação, controle, e telecomunicação.
O estudo da engenharia eletrônica fornece meios para o desenvolvimento de componentes, dispositivos, sistemas e equipamentos como: transistores, circuitos integrados e placas de circuito impresso. Nos Estados Unidos, assim como no Brasil, os cursos de engenharia eletrônica são em grande parte baseados nos conteúdos da engenharia elétrica.
No Brasil seus requisitos são definidos em normas do MEC e pelo Conselho Federal de Engenharia e Agronomia (Confea/Crea).
Parte dos cursos tem se voltado para o foco no desenvolvimento de produtos eletrônicos, se baseando fortemente em competências de projeto além dos conteúdos teóricos/técnicos.

## História

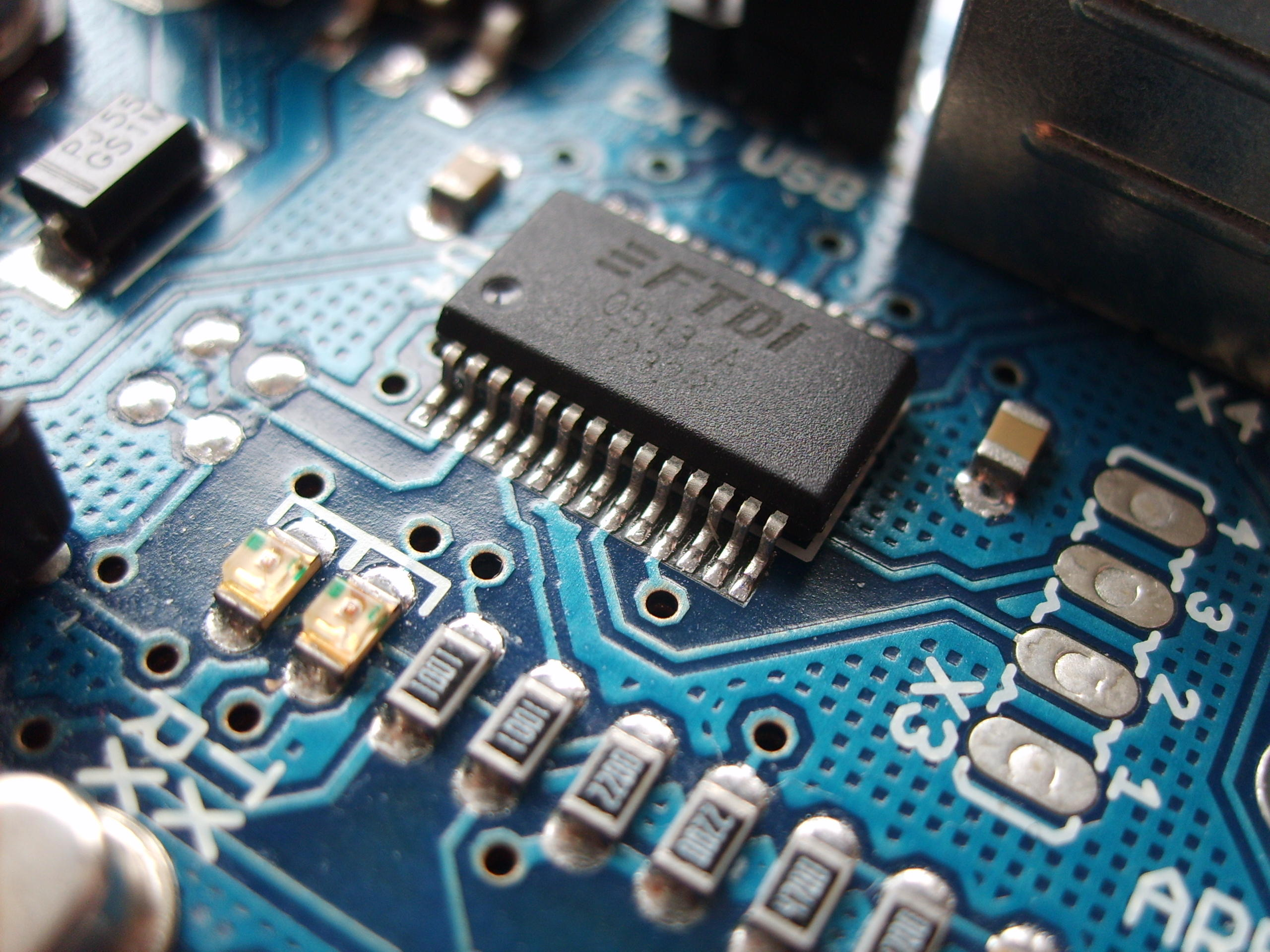
Chip FTDI num Arduino

A engenharia eletrônica surgiu a partir do desenvolvimento tecnológico nas indústrias do telégrafo, no final do século XIX; e do rádio e telefone no início do século XX. A maior parte do desenvolvimento dessa disciplina ocorreu durante o período da segunda guerra mundial, com o advento do radar, do sonar, dos sistemas de comunicação e de outros sistemas com fins de aplicação bélica. Durante os anos que precederam a segunda guerra o assunto era conhecido como "engenharia de rádio" e apenas no final dos anos 50 o termo engenharia eletrônica começou a surgir.
Em 1948 surgiu o transistor e em 1960 o circuito integrado (CI) viria a revolucionar a indústria eletrônica.
Historicamente considerada mera subdivisão da engenharia elétrica, especialmente durante a "era da válvula", ganhou autonomia plena com o advento da "era do semicondutor", rapidamente sucedida pela era da miniaturização em larga escala.

### A história da Eletrônica no Brasil
A história da eletrônica brasileira surge na década de 20 do século XX, com a instalação das primeiras empresas de produtos eletrônicos: uma fabricante de rádios elétricos (marca Proteus), em 1923; a primeira indústria nacional de motores, a Motores Elétricos Brasil, em 1928; no ano seguinte, a GE, como fabricante de lâmpadas.
Em 1940, as empresas do recém-criado setor eletroeletrônico chegavam a contar com cerca de cinco mil trabalhadores, aproximadamente 0,6% do total dos empregos da indústria de transformação.
A partir de 1950, vigorou no Brasil uma política de industrialização por substituições de importação. Isso levou o país a apresentar uma taxa de crescimento média de 7,4% ao ano do PIB até 1980. Em específico, a expansão da indústria eletroeletrônica chegou a atingir uma taxa média de crescimento de 21% ao ano entre 1970 e 1974. O setor eletroeletrônico passou de 2,9%, em 1959, para 6,2%, em 1970, chegando a 10% de participação na indústria de transformação em 1978. O nível de ocupação da indústria alcançou um recorde de 90% em 1973.

## Subdivisões
A engenharia eletrônica liga-se atualmente a várias subdivisões e ramos de engenharia, em constante avanço tecnológico. Algumas das especialidades e áreas de estudos incluem:
- Engenharia de Controle e Automação : Comumente chamada de "mecatrônica", é a área dentro da engenharia voltada ao controle de processos industriais e equipamentos automáticos.
- Engenharia de Telecomunicações : Um engenheiro de telecomunicações é responsável por desenhar, projetar e supervisionar instalações de equipamentos de telecomunicações, como complexos sistemas eletrônicos de comutação e fibra óptica.  
  - Radiofonia
  - Satélites
  - Telefonia
  - Telemática
  - Televisão
- Engenharia de Computação: Especialidade que combina a engenharia eletrônica e a ciência da computação.   
  - Engenharia de Hardware
  - Engenharia de Software
- Engenharia de Instrumentação: Lida com dispositivos de medição de grandezas físicas como pressão, vazão e temperatura.
- Outras áreas de estudo:
  - Microeletrônica
  - Sistemas Analógicos
  - Sistemas Digitais
  - Sistemas Híbridos
  - Processamento de sinais

## O curso
O curso de engenharia eletrônica é do tipo bacharelado e possui duração mínima de 5 anos, sendo oferecido também, na forma de pós graduação. Assim como todo curso de engenharia, possui foco nas ciências exatas, assim, dando ênfase em matérias como matemática, física, química e computação. Grande parte das universidades, possui algumas matérias como sendo essenciais, alguns exemplos são: circuitos elétricos, calculo, circuitos lógicos, eletrônica analógica e digital, física, algoritmos e estruturas de dados e programação embarcada, sendo grande parte das matérias, focadas em hardware.
O Instituto Tecnológico de Aeronáutico (ITA), foi a primeira instituição de ensino a oferecer o curso no Brasil, em 1951, atualmente, diversas universidades brasileiras, particulares ou federais,  oferecem o curso de engenharia eletrônica, sendo em alguns casos, chamado de engenharia elétrica com ênfase em eletrônica. 

## O profissional
Uma vez formado, o engenheiro eletrônico está qualificado para lidar com sistemas eletrônicos de diversos tipos, planejando, projetando, instalando, operando e promovendo a manutenção. No mercado de trabalho, o profissional pode atuar na indústria realizando pesquisas, liderando e supervisionando equipes e obras. Pode, ainda, trabalhar diretamente com sistemas, desenvolvendo, fazendo estudos de viabilidade e projetando componentes e equipamentos. Dentre algumas funções do engenheiro eletrônico, estão:
- Instala, opera e faz a manutenção de sistemas e equipamentos.
- Projeta e desenvolve componentes, equipamentos e sistemas eletroeletrônicos empregados em automação industrial.
- Desenvolve sistemas de geração, transmissão e distribuição de eletricidade e eletrônica.
- Realiza vistorias, perícias e avaliações de obras e serviços técnicos e tem a responsabilidade de emitir laudos e pareceres.
- Estuda a viabilidade técnica e econômica de projetos.
- Desenvolve sistemas embarcados.

Por isso, é uma área que participa efetivamente do desenvolvimento de novas tecnologias.
O bacharel em Engenharia Eletrônica também pode atuar em projetos e prestar assistência em circuitos ligados à eletrônica digital, que abrange microprocessadores e computadores.

## Competências do profissional
As novas diretrizes curriculares nacionais (DCN's) para os cursos de engenharia direcionam a formação dos novos profissionais em uma abordagem baseada em competência. As DCN's definem então 8 competências básicas para todos os engenheiros e requisita que cada instituição de ensino superior defina àquelas mais adequadas para o perfil do seu egresso.
Uma das primeiras definições de competência disponíveis para a formação do profissional de engenharia eletrônica, em acordo com as novas DCN's e as atribuições do item 9 do CREA, é dada por 12 competências. Ao fim das descrições são apresentados os níveis esperados dos engenheiros segundo a Taxonomia Revisada de Bloom, entre parênteses.
1. Usabilidade: formular e conceber soluções desejáveis de engenharia, analisando e compreendendo os usuários dessas soluções e seu contexto (4C);
2. Matemática, Física e Química: analisar e compreender os fenômenos físicos e químicos por meio de modelos simbólicos, físicos e outros, verificados e validados por experimentação (3B);
3. Projetista: conceber, projetar e analisar sistemas, produtos (bens e serviços), componentes ou processos (6C);
4. Gestão de Projeto: implantar, supervisionar e controlar as soluções de Engenharia (5B);
5. Comunicação: comunicar-se eficazmente nas formas escrita, oral e gráfica (3C);
6. Trabalho em Equipe: trabalhar e liderar equipes multidisciplinares (5C);
7. Legislação e Ética: conhecer e aplicar com ética a legislação e os atos normativos no âmbito do exercício da profissão (3B);
8. Autoaprendizagem: aprender de forma autônoma e lidar com situações e contextos complexos, atualizando-se em relação aos avanços da ciência, da tecnologia e aos desafios da inovação (5D);
9. Desenvolvimento de Hardware: conceber, projetar, fabricar e testar produtos eletrônicos, escolhendo os melhores processos, métodos e técnicas para o desenvolvimento de um produto eletrônico (6C);
10. Programação de Dispositivos: organizar, codificar, programar, implementar e testar algoritmos para microcontroladores e lógicas para FPGAs, escolhendo os melhores processos, métodos e técnicas para o desenvolvimento (5C);
11. Instrumentação: implementar, escolher e testar circuitos para leitura de sensores, conhecendo os princípios de instrumentação e condicionamento de sinais (5B);
12. Conectividade: implementar, escolher e testar sistemas de comunicação, conhecendo os princípios de redes e transmissão de dados (5B).

## A carreira
No Brasil, os salários são em média de 7500 reais. As áreas de atuação são amplas e como exemplo estão: biomedicina, tecnologia de informação, telecomunicações, automação industrial, computação, automobilística, agrícola, microeletrônica, construção naval e até mesmo petróleo e gás. No exterior, países como Estados Unidos, China, Alemanha e japão são os que mais contratam profissionais da área.